# Anton Levtchi
Anton Levtchi (né le 28 novembre 1995 à Varkaus en Finlande) est un joueur professionnel finlandais de hockey sur glace. Il évolue au poste d'attaquant.

## Biographie

### Carrière en club
Formé au Tappara, il commence sa carrière senior en 2016 avec le LeKi dans la Mestis. En 2016-2017, il découvre la Liiga avec le Tappara. Il remporte le Kanada-malja 2022 avec le Tappara. En 2022, il signe un contrat avec les Panthers de la Floride le 15 juin 2022. Il part en Amérique du Nord et est assigné aux Checkers de Charlotte, club ferme des Panthers dans la Ligue américaine de hockey. Le 29 décembre 2022, il joue son premier match dans la Ligue nationale de hockey avec les Panthers face aux Canadiens de Montréal.

### Carrière internationale
Il représente la Finlande au niveau international.

## Statistiques

### En club
| Saison    | Équipe                 | Ligue  |                   | Saison régulière  | Saison régulière  | Saison régulière  | Saison régulière  | Saison régulière |   | Séries éliminatoires | Séries éliminatoires | Séries éliminatoires | Séries éliminatoires | Séries éliminatoires |
| Saison    | Équipe                 | Ligue  | PJ                | B                 | A                 | Pts               | Pun               | PJ               | B | A                    | Pts                  | Pun                  |                      |                      |
| 2015-2016 | LeKi                   | Mestis | 9                 | 0                 | 1                 | 1                 | 0                 | -                | - | -                    | -                    | -                    |                      |                      |
| 2016-2017 | LeKi                   | Mestis | 35                | 11                | 17                | 28                | 35                | -                | - | -                    | -                    | -                    |                      |                      |
| 2016-2017 | Tappara                | Liiga  | 13                | 0                 | 0                 | 0                 | 0                 | -                | - | -                    | -                    | -                    |                      |                      |
| 2017-2018 | Tappara                | Liiga  | 17                | 0                 | 1                 | 1                 | 4                 | -                | - | -                    | -                    | -                    |                      |                      |
| 2017-2018 | LeKi                   | Mestis | 27                | 9                 | 15                | 24                | 14                | -                | - | -                    | -                    | -                    |                      |                      |
| 2018-2019 | Tappara                | Liiga  | 59                | 4                 | 19                | 23                | 18                | 11               | 2 | 1                    | 3                    | 18                   |                      |                      |
| 2019-2020 | Tappara                | Liiga  | 59                | 13                | 33                | 46                | 20                | -                | - | -                    | -                    | -                    |                      |                      |
| 2020-2021 | Tappara                | Liiga  | 49                | 16                | 29                | 45                | 20                | 9                | 1 | 2                    | 3                    | 16                   |                      |                      |
| 2021-2022 | Tappara                | Liiga  | 55                | 26                | 35                | 61                | 46                | 14               | 1 | 9                    | 10                   | 14                   |                      |                      |
| 2022-2023 | Checkers de Charlotte  | LAH    | 35                | 8                 | 9                 | 17                | 6                 | -                | - | -                    | -                    | -                    |                      |                      |
| 2022-2023 | Panthers de la Floride | LNH    | 2                 | 0                 | 0                 | 0                 | 0                 | -                | - | -                    | -                    | -                    |                      |                      |
| 2022-2023 | Tappara                | Liiga  | 16                | 6                 | 7                 | 13                | 31                | 13               | 4 | 8                    | 12                   | 2                    |                      |                      |
| 2023-2024 | Tappara                | Liiga  | 55                | 19                | 38                | 57                | 22                | 16               | 9 | 5                    | 14                   | 6                    |                      |                      |
| 2024-2025 | Luleå HF               | SHL    | Saison en cours ? | Saison en cours ? | Saison en cours ? | Saison en cours ? | Saison en cours ? |                  |   |                      |                      |                      |                      |                      |

## Trophées et honneurs personnels

### Liiga
- 2021-2022 : 
  - nommé dans l'équipe type
  - remporte le Trophée Aarne-Honkavaara
  - remporte le Trophée Veli-Pekka-Ketola
  - remporte le Kultainen kypärä